# Байсубаково
Байсуба́ково (рос. Байсубаково, чув. Паçпак) — присілок у складі Чебоксарського району Чувашії, Росія. Входить до складу Абашевського сільського поселення.
Населення — 266 осіб (2010; 267 у 2002).
Національний склад:
- чуваші — 97 %